# Саттам ибн Абдул-Азиз Аль Сауд
Саттам ибн Абдул-Азиз Аль Сауд (араб. سطام بن عبد العزيز آل سعود‎; 21 января 1941, Эр-Рияд, Саудовская Аравия — 12 февраля 2013 там же) — член королевской династии Саудовской Аравии, сын первого короля Саудовской Аравии Абдул-Азиза. Саттам — 12-й губернатор провинции Эр-Рияд, пребывавший на этом посту с 2011 года и до конца жизни.

## Биография
Принц Саттам родился 21 января 1941 года. Он был тридцатым сыном короля Абдул-Азиза и армянки Мухди. Саттам был её четвёртым, самым младшим, ребёнком от короля Абдул-Азиза. У Саттама были единокровный старший брат Маджид (1938—2003) и  2 единокровные старшие сёстры, принцессы Султана (ум. 2008) и Хая (ум. 2009).
Прошёл обучение в школе принцев и поступил в институт Аль-Анджаль, затем уехал в США, учился в университете Сан-Диего, где получил степень бакалавра делового администрирования в 1965 году и почётную докторскую степень в 1975 году.
Заместитель губернатора Эр-Рияда с 1979—2011 гг.
Был губернатором провинции Эр-Рияд с 2011 по 2013 год.
Умер 12 февраля 2013 года в Эр-Рияде.

## Семья
Был женат, имел 2 сыновей и 2 дочерей.
Старший сын принц Абдул-Азиз — советник короля Салмана.
Второй сын принц Фейсал (род. 1970) — посол в Италии с мая 2017 года.